# The Times They Are a-Changin'
«The Times They Are a-Changin'» es una canción escrita por Bob Dylan que apareció por primera vez en el álbum del mismo nombre The Times They Are A-Changin'. En 2004, esta canción fue # 59 en la Lista de Rolling Stone de las 500 mejores canciones de todos los tiempos. 

## Inspiración y composición
Tony Glover un amigo de Dylan, recuerda visitar el apartamento de Dylan en septiembre de 1963, cuando vio una serie de canciones y poemas sobre una mesa. "The Times They are a-Changin '" todavía no se había grabado, pero Glover vio una copia de la canción. Después de leer las palabras "venid senadores, congresistas, por favor haced caso a la llamada", Glover preguntó: "¿Qué es esta mierda, hombre?", A lo que Dylan respondió: "Bueno, tú lo sabes, parece que es lo que a la gente le gusta escuchar". 
Una canción protesta, a menudo es vista como un reflejo de la brecha generacional y de la división política propia de la cultura americana en 1960. Dylan, sin embargo, contradijo esta interpretación en 1964, diciendo: "Esas fueron las únicas palabras que pude encontrar para separar la vida de la muerte. No tiene nada que ver con la época." Un año más tarde, Dylan diría: "No puedo decir que los adultos no entienden a los jóvenes como se puede decir que los peces grandes no entienden a los peces pequeños. The Times They are a-Changin' no es una declaración ... Es un sentimiento".

## Influencia en la cultura popular
En 1996, "The Times They Are a-Changin'" creó una cierta controversia cuando Dylan dejó que el Banco de Montreal usase la canción en su campaña publicitaria. 
La canción también fue citada por Steve Jobs cuando Apple Computer presentó el primer ordenador Macintosh, Macintosh 128K en 1984. La canción ha sido interpretada por muchos otros artistas, como por ejemplo Joan Baez, The Seekers, Phil Collins, Simon and Garfunkel, Vice Squad, Eddie Vedder, Nina Simone y Micah P. Hinson. 
La canción también ha sido utilizada en la serie One Piece en el tramo de la serie donde Edward Newgate menciona que los tiempos están cambiando. El título de dicho capítulo era el nombre de la canción.
Así mismo también ha sido usada en los títulos de crédito en la cabecera de la película Norteamericana Watchmen dirigida por Zack Snyder
Y fue empleada en la serie televisiva Boston Legal en el capítulo "Roe" de la quinta temporada.